# Isla Sangat
Isla Sangat es una pequeña isla en las Filipinas situada a 2 km de la costa de Busuanga, cerca de barangay Bintuan, Coron en la parte norte de las Islas Calamian en la provincia de Palawan, las islas más occidentales de Filipinas. Las Islas Calamian son conocidas por sus muchos atractivos naturales, y es un popular destino para los turistas y cruceros.
El turismo es la principal fuente de ingresos para la comunidad local y una parte importante de la isla se ha transformado en un complejo turístico con cabañas y villas exclusivas rentables. La isla y el complejo no solo es frecuentado por los turistas comunes, sino también por los buceadores que buscan explorar algunos de los naufragios japoneses que aún se pueden ver en el área alrededor de las Islas Calamian y que datan de la época de la Segunda Guerra Mundial.